# Ambadra rufescens
Ambadra rufescens är en fjärilsart som beskrevs av M.Gaede 1930. Ambadra rufescens ingår i släktet Ambadra och familjen tandspinnare. Inga underarter finns listade i Catalogue of Life.